# Hakkı Bulut

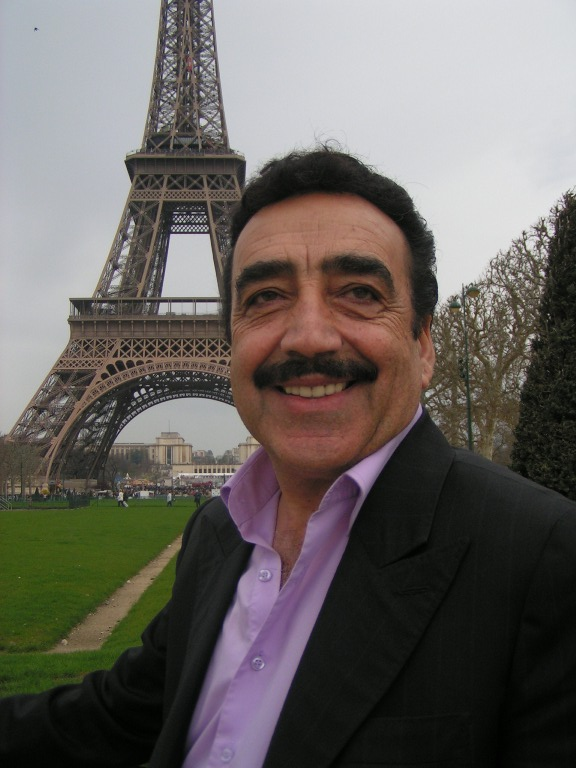
Hakkı Bulut (2003)

Hakkı Bulut (* 3. Februar 1945 in Aktarla) ist ein türkischer Sänger und Schauspieler. Er gehört zu den Mitbegründern der arabesken Musik und mit über 60 veröffentlichten Studioalben zu den erfolgreichsten und populärsten Sängern dieser Musikrichtung.

## Biografie
Bulut kam 1945 in Aktarla, einem Dorf im Landkreis Mazgirt, auf die Welt und besuchte die dortige Grundschule. Bereits im Kindesalter interessierte sich Bulut für Musik und begann mit dem Singen. Seiner Stimme wegen, die schon damals auffiel, musste er oft bei Bekannten im Dorf Lieder vorsingen. Später besuchte er Schulen in Tunceli, Mazgirt, Adana und in Ceyhan. Nach seinem Schulabschluss im Jahr 1964 in Adana wurde er Lehrer und übte diesen Beruf 12 Jahre lang in Hatay und in Adana aus, beschäftigte sich nebenbei aber weiterhin mit Musik.
1967 brachte er sein wenig beachtetes erstes Album auf den Markt, welches den Titel Leyla trug. Auf diesem Album sind außerdem die damals noch unbekannten Sänger Orhan Gencebay und Arif Sağ als Saz-Spieler zu hören.
Nachdem er 1969 einen Gesangswettbewerb in Adana gewonnen hatte, bot ihm ein Musiklabel einen Plattenvertrag für 50 Lira an, den er unterschrieb. Sein zweites Album İkimiz Bir Fidanız erschien im selben Jahr und wurde in Istanbul aufgenommen. Mit seiner Single İkimiz Bir Fidanın Güller Açan Dalıyız gelang ihm schließlich der Durchbruch. Zu seinen bekanntesten Liedern gehören heute İkimiz Bir Fidanız, Ben Buyum, Ben Tövbemi Geri Aldım, Son Mektup, İtirizam Var. Seit 1977 ist er auch als Schauspieler in Spielfilmen zu sehen.
Heute zählt Bulut, trotz seines vergleichsweise hohen Alters, zu den aktivsten Musikern in der Türkei, neue Studioalben erscheinen stets in kurzen Abständen. Bei einem Interview, das am 24. Juli 2016 auf der Internetseite des Fernsehsenders Ülke veröffentlicht wurde, sagte Bulut, dass er seinen Job liebe und „bis zum 120. Lebensjahr“ Alben veröffentlichen werde.

## Privat
Bulut ist zum neunten Mal verheiratet und hat vier Töchter und einen Sohn. Er lebt in Bahçelievler, einem auf der europäischen Seite von Istanbul gelegenen Stadtteil.
Wegen Beschwerden in der Brust musste Bulut Anfang August 2018 in ein Krankenhaus eingeliefert werden, wo eine Atherosklerose diagnostiziert wurde, weswegen er schnell operiert wurde. Er war anschließend noch eine Woche in der Intensivstation, sein Zustand ist mittlerweile wieder stabil.

## Diskografie

### Alben (Auswahl)
| - 1967: Leyla - 1986: Asker Mektubu - 1986: Ben Köylüyüm - 1986: Gönül - 1986: Nazlım - 1986: Resital 1 - 1986: Resital 3 - 1986: Resital 4 - 1986: Resital 5 - 1986: Resital 6 - 1986: Sevdalıyım Sana - 1986: Tövbe Tövbe - 1987: Hasretim - 1987: Seni Düşünüp Ağlıyorum - 1987: Seven Unutmaz - 1987: Suçum ve Cezam - 1990: Kula Kulluk Yakışmıyor - 1990: Resitaller 2 / Seçmeler - 1990: Sen Güzelsin - 1991: Ben Sevdim İşte - 1991: Kimin İçin Yaşıyorum - 1991: Üstümü Örtün Geceler - 1994: Beni Unutma - 1994: Gül Be Melegim - 1996: Klasikleri - 2001: Ne Tez Unuttun | - 2002: Bizim Sevdamız - 2002: Köyüme Dönüyorum - 2003: Son Veda - 2004: Sen Bilirsin 51 - 2005: Klasikler 2005 - 2006: Bu Benim Hayatım 53 - 2006: Klasikler - 2007: Ne Yaptım Ben Sana - 2008: İtirazım Var - 2008: Töreniz Batsın - 2010: Aşktan Anladığım Bu - 2011: Bulutlar Ağlıyor - 2013: Senden Vazgeçmem (59. Albüm) - 2013: Güzel Alsın Canımı – Sarı Kız - 2013: Seven Kıskanır - 2013: Tanrı Sarhoşu Korur - 2015: Boynum Bükülü - 2015: Koleksiyon - 2015: Kim Olursan Ol - 2015: 60. Albüm Hakkı Bulut - 2016: Kutuplarda Gül Yeşertirim (61. Albüm) - 2016: İntizarım Var - 2016: Kimdir Bu Adam - 2017: Saygı ve Düet - 2018: Vuslat Çiçekleri - 2019: Dünyadan Yıldızlara |

### EPs
- 2020: Düşmanı Uzakta Arama Dostum

### Singles (Auswahl)
- İkimiz Bir Fidanız
- İtirizam Var
- Son Mektup
- Ben Buyum
- Ben Tövbemi Geri Aldım

## Filmografie

### Spielfilme
- 1977: Dokunmayın Dünyama
- 1978: Seven Unutmaz
- 1984: Ben Tövbemi Geri Aldım
- 1985: Sabır Ey Gönül
- 1986: Seven Kıskanır
- 1987: Güzel Alsın Canımı
- 1992: Ah İstanbul
- 2015: Aşkopat
- 2016: Hayati Tehlike

### Fernsehen
- 2002: Reyting Hamdi
- 2012: İsmail Baki TV

## Auszeichnungen
- 6× Goldene Schallplatte
- 1× Goldene CD
- 2× Altın Long Play für Ben Tövbemi Geri Aldım und Son Mektup

## Zitate
„Mein Status ist einzigartig. Da ich meine Texte selber schreibe, kann niemand meinen Platz einnehmen. Meine Stimme ist auch einzigartig.“

„In diesem Land zollen wir jedem Sänger unseren Respekt, das sowieso, aber ich bin der beliebteste von allen.“

„Ferdi Tayfur ist krank geworden, er kann nicht mehr singen. İbrahim (Tatlıses) kann nicht mehr hören, er kann sich nicht mehr auf die Live-Musik konzentrieren. Gott habe ihn selig, Müslüm (Gürses) ist von uns gegangen. Orhan (Gencebay) hat den Bezug zur Musik verloren. Ich bin der einzige Baba, der noch übrig geblieben ist.“

„Natürlich habe ich auch eine politische Meinung, aber die muss nicht jeder wissen. Haben Sie nicht gesehen, was mit Yavuz Bingöl passiert ist, sie haben ihn gelyncht. Orhan Gencebay auch. Er wurde übelst beleidigt. Wenn ich solche Beleidigungen über mich ergehen lassen müsste, könnte ich 10 Tage lang nicht zu mir kommen. Ich könnte das nicht ertragen, das ist nichts für mich. Schon wenn ich einen negativen Kommentar über mich lese, kann ich nicht ruhig schlafen.“